# Theodor Plange
Theodor Engelbert Plange (* 5. Juni 1789 in Attendorn; † 28. März 1855 ebenda) war ein deutscher Jurist und Abgeordneter.
Plange, der katholischer Konfession war, studierte Rechtswissenschaften und wurde zum Dr. jur. promoviert. Er war Justizkommissar, Rechtsanwalt und Notar in Attendorn. 1847 war er Mitglied des Ersten und nach der Märzrevolution 1848 des Zweiten Vereinigten Landtags. Er gehörte 1848 dem Vorparlament an. 1851 bis 1852 war er für den Wahlbezirk Herzogtum Westfalen und den Wahlkreis der Kollektivstädte Mitglied im Provinziallandtag der Provinz Westfalen.